# Orasema synempora
Orasema synempora är en stekelart som beskrevs av John M. Heraty 1994. Orasema synempora ingår i släktet Orasema och familjen Eucharitidae. Inga underarter finns listade i Catalogue of Life.